# Llista de rellotges de sol de la Noguera
Llista de rellotges de sol instal·lats de forma permanent en espais públics de la comarca de la Noguera.
| Nom                                   | Descripció                                                                       | Localització                                             | Coordenades                                          | Fitxa | Imatge                                                                                               |
| ------------------------------------- | -------------------------------------------------------------------------------- | -------------------------------------------------------- | ---------------------------------------------------- | ----- | --- |
| Carrer Major de Montargull            |                                                                                  | Artesa de Segre Montargull                               | 41° 58′ 11″ N, 1° 05′ 34″ E / 41.969717°N,1.092671°E |       | Carrer Major de Montargull (Artesa de Segre) · Vegeu més fotos · Carregueu una nova foto             |
| Cal Pedrol                            | Transit hora - manent opera 1086 VALL LLEBREROLA 2001                            | Artesa de Segre Vall-llebrerola                          | 41° 56′ 29″ N, 1° 04′ 58″ E / 41.941468°N,1.082846°E |       | Cal Pedrol (Artesa de Segre) · Vegeu més fotos · Carregueu una nova foto                             |
| Santa Maria de Baldomar               |                                                                                  | Artesa de Segre Pl. Església, Baldomar                   | 41° 55′ 09″ N, 1° 00′ 54″ E / 41.919233°N,1.014946°E |       | Església de Santa Maria de Baldomar (Artesa de Segre) · Vegeu més fotos · Carregueu una nova foto    |
| Can Girona                            |                                                                                  | Les Avellanes i Santa Linya C. de la Font. Les Avellanes | 41° 54′ 27″ N, 0° 45′ 54″ E / 41.907608°N,0.764983°E | fitxa | Can Girona (les Avellanes i Santa Linya) · Carregueu una nova foto                                   |
| Cal Tet                               | Inscripció: Al pagès enderrerit cap anyada li és bona                            | Balaguer Ctra. de Menàrguens                             | 41° 45′ 22″ N, 0° 47′ 02″ E / 41.755982°N,0.784019°E | fitxa | Carregueu una nova foto                                                                              |
| Central Hidroelèctrica de Rialb       | Inscripció: Tu sense aigua no pots donar llum, jo sense llum no puc donar l'hora | La Baronia de Rialb                                      | 41° 56′ 23″ N, 1° 11′ 41″ E / 41.939642°N,1.194734°E | fitxa | Carregueu una nova foto                                                                              |
| Monestir de Santa Maria de Gualter    |                                                                                  | La Baronia de Rialb Pared del claustre                   | 41° 55′ 42″ N, 1° 11′ 54″ E / 41.928333°N,1.198333°E | fitxa | Monestir de Santa Maria de Gualter (la Baronia de Rialb) · Vegeu més fotos · Carregueu una nova foto |
| Església de Santa Maria de Vilamajor  |                                                                                  | Cabanabona Vilamajor                                     | 41° 50′ 16″ N, 1° 13′ 11″ E / 41.837879°N,1.21978°E  | fitxa | Església de Santa Maria de Vilamajor (Cabanabona) · Vegeu més fotos · Carregueu una nova foto        |
| Casa de la Vila                       |                                                                                  | Camarasa Pl. Major, 1                                    | 41° 52′ 31″ N, 0° 52′ 40″ E / 41.875150°N,0.877713°E |       | Casa de la Vila (Camarasa) · Carregueu una nova foto                                                 |
| Sant Pere de Cubells                  |                                                                                  | Cubells C. Sant Pere, 11                                 | 41° 51′ 05″ N, 0° 57′ 35″ E / 41.851291°N,0.959782°E | fitxa | Església de Sant Pere (Cubells) · Vegeu més fotos · Carregueu una nova foto                          |
| Santa Maria de Coscó                  |                                                                                  | Oliola Pl Església, Coscó                                | 41° 49′ 20″ N, 1° 09′ 47″ E / 41.822163°N,1.163023°E |       | Església de Santa Maria de Coscó (Oliola) · Vegeu més fotos · Carregueu una nova foto                |
| Ermita de la Mare de Déu de Cérvoles  |                                                                                  | Os de Balaguer                                           | 41° 52′ 59″ N, 0° 39′ 34″ E / 41.882988°N,0.65943°E  | fitxa | Ermita de la Mare de Déu de Cérvoles (Os de Balaguer) · Vegeu més fotos · Carregueu una nova foto    |
| Església de Sant Miquel               |                                                                                  | Os de Balaguer Pl. de l'Església, façana                 | 41° 52′ 18″ N, 0° 43′ 07″ E / 41.87156°N,0.718612°E  | fitxa | Església de Sant Miquel (Os de Balaguer) · Vegeu més fotos · Carregueu una nova foto                 |
| Castell del Remei                     |                                                                                  | Penelles Ctra. Tàrrega - Balaguer                        | 41° 45′ 29″ N, 0° 57′ 42″ E / 41.758027°N,0.961629°E | fitxa | Castell del Remei (Penelles) · Vegeu més fotos · Carregueu una nova foto                             |
| Plaça d'Artigues, 1                   |                                                                                  | Ponts Pl. d'Artigues, 1                                  | 41° 54′ 51″ N, 1° 11′ 14″ E / 41.914167°N,1.187222°E | fitxa | Plaça d'Artigues, 1 (Ponts) · Carregueu una nova foto                                                |
| Ajuntament                            |                                                                                  | Tiurana Pl. de l'Ajuntament                              | 41° 58′ 34″ N, 1° 15′ 20″ E / 41.976006°N,1.255466°E | fitxa | Carregueu una nova foto                                                                              |
| Torre de la Carbona, Masia Montserrat | Inscripció: Manv Dei et feriente sole tempvs svppvto medivm                      | Vallfogona de Balaguer La Pleta Nova                     | 41° 44′ 08″ N, 0° 50′ 52″ E / 41.735419°N,0.847832°E | fitxa | Carregueu una nova foto                                                                              |
| Cal Músic                             | Inscripció: Tempus fugit                                                         | Vallfogona de Balaguer C. Major, 17                      | 41° 45′ 08″ N, 0° 48′ 54″ E / 41.752349°N,0.814926°E | fitxa | Cal Músic (Vallfogona de Balaguer) · Vegeu més fotos · Carregueu una nova foto                       |
| Ca l'Isidret de l'Alzina              | Ca l'Isidret                                                                     | Vilanova de l'Aguda L'Alzina                             | 41° 52′ 02″ N, 1° 14′ 32″ E / 41.867140°N,1.242098°E | fitxa | Ca l'Isidret de l'Alzina (Vilanova de l'Aguda) · Vegeu més fotos · Carregueu una nova foto           |
| Església parroquial de Sant Salvador  |                                                                                  | Vilanova de Meià Pl. de l'Ereta                          | 41° 59′ 43″ N, 1° 01′ 21″ E / 41.995404°N,1.022605°E | fitxa | Església parroquial de Sant Salvador (Vilanova de Meià) · Vegeu més fotos · Carregueu una nova foto  |
| Sant Pere de Lluçars                  |                                                                                  | Vilanova de Meià Pl Església, Lluçars                    | 41° 58′ 32″ N, 1° 03′ 23″ E / 41.975474°N,1.056279°E |       | Església de Sant Pere de Lluçars (Vilanova de Meià) · Vegeu més fotos · Carregueu una nova foto      |